# Théorie de la mesure
Ne doit pas être confondu avec métrologie.
La théorie de la mesure est la branche des mathématiques qui traite des espaces mesurés et est le fondement axiomatique de la théorie des probabilités.

## Histoire
En 1894, Émile Borel énonce la première définition d'ensemble négligeable. En 1897, il définit les ensembles mesurables. En 1901, Henri-Léon Lebesgue introduit la notion de mesure. La théorie se développe jusque dans les années 1950. Andreï Kolmogorov proposera une axiomatisation du calcul des probabilités basée notamment sur l'intégrale définie à partir d'une mesure.
Lebesgue et ses successeurs ont été amenés à généraliser la notion d'intégrale au point d'en faire ce que certains appellent une intégrale abstraite. L'aire sous une courbe est calculée par une somme de petits rectangles dont la hauteur représente la valeur moyenne de la fonction sur un intervalle et la base représente la mesure de l'intervalle. Sur une droite réelle, la mesure de Lebesgue d'un intervalle est la différence des distances par rapport à l'origine. Mais une mesure est une fonction, et cela a donc amené les mathématiciens de l'époque à généraliser l'intégrale non plus selon une mesure particulière, celle de Lebesgue, mais selon n'importe quelle mesure. C'est comme si pour mesurer un intervalle on utilisait un abaque (mesures discrètes) ou tout autre instrument plutôt qu'un mètre-ruban.

## Intégration selon une mesure

### Notation
Soit {\displaystyle (\Omega ,{\mathcal {E}},\mu )} un espace mesuré. Si {\displaystyle f} est une fonction mesurable, l'intégrale de {\displaystyle f} selon {\displaystyle \mu } s'écrit :
{\displaystyle \displaystyle \int _{\Omega }f(x)\,{\textrm {d}}\mu (x)} ou {\displaystyle \displaystyle \int _{\Omega }f\,{\textrm {d}}\mu }

### Mesure à densité
Lorsque la mesure représente l'intégrale d'une fonction, on parle de mesure à densité :
{\displaystyle \displaystyle \forall A\in {\mathcal {E}}\quad \nu (A)=\int _{A}g\,{\textrm {d}}\mu }
Lorsque {\displaystyle \mu } est une mesure positive et {\displaystyle g} une fonction mesurable positive (i.e. {\displaystyle \nu } est une mesure positive), on a, pour toute fonction mesurable positive {\displaystyle f}, par le théorème de convergence monotone :
{\displaystyle \displaystyle \forall A\in {\mathcal {E}}\quad \int _{A}f{\textrm {d}}\nu =\int _{A}fg\,{\textrm {d}}\mu }
Ce résultat s'étend aux fonctions {\displaystyle \nu }-intégrables par définition de ces dernières.
Un corollaire du théorème de Radon-Nikodym-Lebesgue donne que, si {\displaystyle \mu } et {\displaystyle \nu } sont deux mesures positives {\displaystyle \sigma }-finies telles que {\displaystyle \nu } est absolument continue par rapport à {\displaystyle \mu }, alors {\displaystyle \nu } est une mesure à densité par rapport à {\displaystyle \mu }.